# Enzo Fragalà
Enzo Fragalà, all'anagrafe Vincenzo Fragalà (Catania, 3 agosto 1948 – Palermo, 26 febbraio 2010), è stato un avvocato e politico italiano.

## Biografia
Avvocato penalista, dopo avere militato, giovanissimo, nel Centro Studi Ordine Nuovo, movimento neofascista fondato da Pino Rauti, tra gli anni '60 e '70 fu presidente del FUAN palermitano, sostenitore da sempre delle posizioni di destra, prima nel Movimento Sociale Italiano (vicino alle posizioni di Pino Romualdi), con cui nei primi anni '80 è stato eletto al consiglio comunale di Palermo, e poi in AN.

### L'attività parlamentare
Fragalà nel 1994 fu eletto deputato alla Camera per Alleanza Nazionale, nella XII legislatura, e confermato nella XIII (1996) e XIV (2001). Fu capogruppo del suo partito in commissione giustizia della Camera (2001-2003), nelle commissioni d'inchiesta Stragi e Mitrochin e segretario della Commissione speciale per la prevenzione e la repressione dei fenomeni di corruzione. In quegli anni si distinse per le sue posizioni garantiste, non sempre condivise dal suo partito. Non fu ricandidato nel 2006.
Nel maggio 2007 si candidò consigliere comunale di Palermo con Alleanza Nazionale: risultò primo dei non eletti, e il 3 settembre dello stesso anno tornò a palazzo delle Aquile, subentrando ad Alessandro Aricò, nominato assessore comunale.

### Docente e avvocato
Fragalà fu anche assistente di storia contemporanea dell'Università degli Studi di Palermo nella cattedra di Giuseppe Tricoli, e dal 2001 di Giuseppe Carlo Marino.
Nella sua professione di avvocato penalista a Palermo ebbe spesso a che fare con processi importanti, anche riguardanti imputati di associazione mafiosa.
Fece parte dei comitati innocentisti su due casi in particolare: l'omicidio di Marta Russo (nei confronti di Giovanni Scattone e Salvatore Ferraro) e la strage di Bologna, sostenendo l'estraneità dei terroristi neri Valerio Fioravanti, Francesca Mambro e Luigi Ciavardini; quest'ultima vicenda si intrecciò con le rivelazioni dei documenti della Mitrochin.

### La morte violenta
Il 23 febbraio 2010 Fragalà venne aggredito all'uscita del suo studio e gravemente ferito a bastonate. Soccorso da un collega, le sue condizioni apparvero subito gravi: morì dopo tre giorni di coma.

### Le indagini
Sulla morte del deputato, a lungo senza colpevoli, si sono succedute diverse ipotesi: dal delitto commissionato dai boss emergenti per avvisare i partiti che per un ventennio avevano beneficiato dell'appoggio incondizionato della mafia, all'attività professionale del penalista, fino alle denunce parlamentari dell'ex deputato, in particolare relative alle sue indagini sul presunto legame fra il terrorismo palestinese e la strage di Bologna, secondo quanto gli aveva indicato Francesco Cossiga in una lettera.
Tre presunti killer, legati alla mafia, furono arrestati nel 2013; il movente rimaneva ancora oscuro, anche se alcuni documenti facevano pensare che fosse legato alle vicende della miniera di Pasquasia in provincia di Enna.
Queste prime indagini si conclusero con un'archiviazione.
A seguito dell'emersione di nuove prove, il 15 marzo 2017 per il delitto vengono arrestate sei persone. Fragalà sarebbe stato punito da Cosa nostra perché indirizzava i suoi clienti all'apertura verso la magistratura. Per il procuratore di Palermo Francesco Lo Voi "I mafiosi volevano dare un segnale a tutta l'avvocatura palermitana".
Il 16 gennaio 2020, confermando la matrice mafiosa, i PM di Palermo chiedono l’ergastolo per Francesco Arcuri, Salvatore Ingrassia, Antonino Siragusa, Paolo Cocco, Francesco Castronovo e Antonino Abbate, quest'ultimo all'epoca capomafia di Borgo Vecchio ed esecutore materiale dell'omicidio per conto di Gregorio Di Giovanni.

## Opere
- Il pensiero politico di Michele Amari, Palermo, Thule, 1975
- Le condizioni dell'ordine pubblico nella Sicilia post-unitaria, Palermo, Vittorietti, 1981